# Krokfjorden
Krokfjorden (nordsamisk: Moalkevuotna) er en fjordarm af Bøkfjorden på Skogerøya i Sør-Varanger kommune i Troms og Finnmark fylke i Norge. Fjorden går 1,4 km mod nordvest til enden af fjorden der er formet som en krog. Fjorden ligger vest for Krokfjordnæsset.
Det er ingen bebyggelser ved fjorden.